# Trinity (Visions of Atlantis)
Trinity è il terzo album in studio del gruppo musicale symphonic metal austriaco Visions of Atlantis, pubblicato nel 2007.

## Tracce
1. At the Back of Beyond – 3:28
2. The Secret – 4:10
3. Passing Dead End – 4:24
4. The Poem – 5:24
5. Nothing Left – 3:10
6. My Darkside Home – 4:05
7. Wing-Shaped Heart – 4:37
8. Return to You – 5:14
9. Through My Eyes – 4:13
10. Flow This Desert – 4:43
11. Seven Seas – 4:09